# Hexatoma longistyla
Hexatoma longistyla là một loài ruồi trong họ Limoniidae. Chúng phân bố ở vùng Tân nhiệt đới.